# Zhang Jin (luchadora)
Zhang Jin es una deportista china que compite en lucha libre. Ganó una medalla de plata en el Campeonato Mundial de Lucha de 2024, en la categoría de 55 kg.

## Palmarés internacional
| Campeonato Mundial | Campeonato Mundial | Campeonato Mundial | Campeonato Mundial |
| Año                | Lugar              | Medalla            | Categoría          |
| ------------------ | ------------------ | ------------------ | ------------------ |
| 2024               | Tirana (Albania)   | Medalla de plata   | 55 kg              |